# Ivan Denis
Ivan Denis (22 april 1990) is een Belgische handboogschutter. 

## Levensloop
Denis begon op zijn 11 jaar met boogschieten en was zesvoudig Belgisch kampioen bij de junioren en behaalde in 2009 de wereldtitel in dezelfde klasse. In 2013 laste hij een pauze in zijn sportieve carrière om zich op zijn andere engagementen te focussen. Hij is onder andere medeorganisator van Mister Gay Vlaanderen.
Hij is werkzaam voor het Belgisch leger en had een relatie met mediafiguur Bram Bierkens van 2009 tot 2017.

## Palmares
- Wereldkampioenschappen junioren: 2009[9]
- Belgische kampioenschappen junioren: 2009, 2010 en 2011[10]
- Belgische kampioenschappen: 2010[11]
- World Outgames: 2013 (Antwerpen)